# Andrée Ruth Shammah
Andrée Ruth Shammah (Milano, 25 giugno 1948) è una regista teatrale e direttrice artistica italiana.

## Biografia
Andrée Ruth Shammah è nata a Milano il 25 giugno 1948, da una famiglia sefardita fuggita da Aleppo.
Arriva nel mondo teatrale alla fine degli anni sessanta come assistente alla regia nel Piccolo Teatro di Giorgio Strehler e Paolo Grassi, dove conosce Franco Parenti. Nel 1972 fonda a Milano, con Franco Parenti e Giovanni Testori, Dante Isella e Gian Maurizio Fercioni, il Salone Pier Lombardo, nei locali dell'ex cinema Continental in via Pier Lombardo.
Il 16 gennaio 1973 viene inaugurato il Salone Pier Lombardo con la sua prima regia: L'Ambleto di Giovanni Testori. Completerà la "Trilogia degli scarrozzanti" curando le regie di Macbetto (21 ottobre 1974) ed Edipus (27 maggio 1977). Ha inoltre proseguito gli allestimenti testoriani con L'Arialda (1976), I promessi sposi alla prova (1984) e La Maria Brasca (1992).
Altri suoi successi sono stati: La doppia incostanza di Pierre de Marivaux, Il maggiore Barbara di George Bernard Shaw, La palla al piede di Georges Feydeau, Il bosco di notte di Gaetano Sansone, Timone d'Atene di William Shakespeare, che si sono imposti per una concezione dello spazio scenico, proiettato verso una forma di teatro aperto e libero dai soliti cliché.
La Rai ha trasmesso alcuni spettacoli ripresi dal Salone Pier Lombardo: L'Arialda (1977, alla radio), L'Ambleto (1981), Macbetto (1981), Edipus (1981), Il malato immaginario (1984), I promessi sposi alla prova (1986). Per il Teatro alla Scala di Milano Andrée Ruth Shammah ha curato la regia de L'elisir d'amore di Gaetano Donizetti, trasmesso dalla Rai il 10 luglio 1988 e più volte replicato.
Nel 1989 muore Franco Parenti e il Salone Pier Lombardo, per omaggiarne la memoria, viene ribattezzato Teatro Franco Parenti. Andrée Ruth Shammah ne assume la direzione.
A cavallo tra gli anni novanta e il duemila allestisce altri spettacoli significativi: Io, l'erede di Eduardo De Filippo; Eracle di Euripide, con Franco Branciaroli, per il Teatro Olimpico di Vicenza; L'amante di Harold Pinter, con Luca De Filippo e Anna Galiena; Sior Todero brontolon di Carlo Goldoni; Hotel dei due mondi di Éric-Emmanuel Schmitt; Cesare e Silla, atto unico di Indro Montanelli; La terza moglie di Mayer di Dacia Maraini; La locandiera di Carlo Goldoni.
Con il nuovo millennio ha creato spettacoli pensati all'interno di progetti. Per "L'emozione della complessità" ha curato Quale droga fa per me di Kai Hensel, con Anna Galiena e Le cose sottili nell'aria di Massimo Sgorbani, con Ivana Monti e Mario Sala. Con il progetto "Corpo a corpo" (La leggenda del santo bevitore, dal racconto di Joseph Roth, con Piero Mazzarella, 2007) prosegue idealmente quel Festival Internazionale di Cultura Ebraica, organizzato negli anni 1987 e 1988, che le consentirono di riscoprire le radici ebraiche della sua famiglia.
Nelle ultime stagioni ha investito su testi di autori italiani contemporanei, poco conosciuti e poco rappresentati, scelti per qualità e capacità di indagare la nostra identità individuale e collettiva. Temi scottanti e vivi come quelli del potere, della vecchiaia e dell'abuso sono restituiti al pubblico con intelligenza e sensibilità, portando in scena Una notte in Tunisia di Vitaliano Trevisan, con Alessandro Haber; Esequie solenni di Antonio Tarantino, con Ivana Monti; Le cose sottili nell'aria di Massimo Sgorbani; Dove ci porta questo treno blu e veloce, con Sabrina Colle, sempre di Sgorbani. Importante anche la regia di Antonio e Cleopatra alle corse, novità di Roberto Cavosi, testo che ha vinto il premio Speciale della Giuria Riccione 2007.
Parallelamente al suo operato di regista, ha ideato e organizzato molte iniziative che hanno lasciato un segno importante nella cultura milanese: Il viaggio tra parchi e antiche ville, Omaggio a Beckett, Processo alla cultura, Religione e potere, i Lunedì filosofici, che hanno offerto segnali culturali all'insegna della novità per la città di Milano.
Nel 2011 le viene assegnato il premio, per l'edizione italiana, del Montblanc de la Culture, Arts Patronage Award, per il "costante impegno profuso nel recupero del Teatro Franco Parenti, punto di riferimento nella vita culturale milanese ed italiana".
In occasione dei 40 anni di attività, iniziata il 16 gennaio 1973 con la prima de L'Ambleto di Giovanni Testori, la stagione 2012-2013 viene dedicata in particolare all'Amleto di William Shakespeare, reinterpretato da diversi artisti e culminante con il progetto "Tfaddal", protagonisti gli under 40 della scena contemporanea.
Nel 2013 doppio riconoscimento del premio Franco Enriquez: ad Andrée Ruth Shammah, per la migliore direzione artistica, e al Teatro Franco Parenti, per la migliore programmazione e produzione nella sezione teatro contemporaneo e nuovi linguaggi, assegnato dal Centro Studi Drammaturgici Internazionale Franco Enriquez.
Nel 2014 dirige Carlo Cecchi ne Il lavoro di vivere di Hanoch Levin, uno dei più interessanti drammaturghi di cultura ebraica, riproposto in tournée nel 2017.
Nel 2015 riceve il premio Paolo Emilio Poesio, assegnato dall’ANCT – Associazione Nazionale dei Critici di Teatro. Nel 2016 riceve il premio Marisa Bellisario, Mela d’oro alla carriera "per una vita e una carriera dedicate al teatro. Insuperabile icona femminile dell'arte scenica italiana", assegnato dalla Fondazione Marisa Bellisario.
Nel 2016 cura la regia di Una casa di bambola di Henrik Ibsen, con Marina Rocco e Filippo Timi, che interpreta tutti e tre i personaggi maschili dell'opera. Nel 2017 presenta due suoi testi: Memorie di Adriana, tratto da Ricordare e dimenticare, conversazione tra Adriana Asti e René de Ceccatty e Stasera si può entrare, fuori, con Eva Riccobono. Nel 2018 va in scena Cita a ciegas di Mario Diament, con Gioele Dix, Laura Marinoni, Elia Shilton, Sara Bertelà e Roberta Lanave.
Nel 2019 presenta Coltelli nelle galline, dello scozzese David Harrower, al Napoli Teatro Festival Italia e al Festival dei Due Mondi di Spoleto, protagonista Eva Riccobono.
Dal 2021 è testimonial ufficiale dell'associazione di volontariato City Angels.
Nell'aprile 2024 ha portato in scena Chi come me di Roy Chen, sul disagio psichico dei giovani, comunicando che sarebbe stata la sua ultima regia.

## Vita privata
È stata compagna di Giorgio Vogel, stimato odontoiatra (†18 maggio 2013), ed è madre di Raphael Tobia Vogel, anch'egli regista.

## Teatro
- L'Ambleto di Giovanni Testori, Milano, Salone Pier Lombardo, 16 gennaio 1973.
- Occupazione di Trevor Griffiths, Torino, Sala Parrocchiale San Remigio, 16 maggio 1973.[25]
- Macbetto di Giovanni Testori, Milano, Salone Pier Lombardo, 21 ottobre 1974.
- Il gigante nano di Frank Wedekind, Milano, Salone Pier Lombardo, 5 maggio 1975.
- La congiura dei sentimenti di Jurij Karlovič Oleša, Milano, Salone Pier Lombardo, 11 febbraio 1976.
- L'Arialda di Giovanni Testori, Milano, Salone Pier Lombardo, 12 novembre 1976.
- Edipus di Giovanni Testori, Milano, Salone Pier Lombardo, 27 maggio 1977.
- La doppia incostanza di Pierre de Marivaux, Milano, Salone Pier Lombardo, 15 gennaio 1978.
- Ivanov, Ivanov, Ivanov di Anton Čechov, co-regia di Franco Parenti, Milano, Salone Pier Lombardo, 25 ottobre 1978.
- La palla al piede di Georges Feydeau, co-regia di Franco Parenti, Milano, Salone Pier Lombardo, 29 dicembre 1978.
- Il maggiore Barbara di George Bernard Shaw, Milano, Salone Pier Lombardo, 16 gennaio 1980.
- Il malato immaginario di Molière, Milano, Salone Pier Lombardo, 30 novembre 1980.
- L'imperatore d'America di George Bernard Shaw, Milano, Salone Pier Lombardo, 30 aprile 1981.
- Variété. Concerto spettacolo per artisti di circo e varietà di Mauricio Kagel, Milano, Piccola Scala, 11 dicembre 1981.
- L'ombelico di Jean Anouilh, Milano, Salone Pier Lombardo, 28 maggio 1982.
- Il bosco di notte di Gaetano Sansone, Milano, Salone Pier Lombardo, 20 aprile 1983.
- I promessi sposi alla prova di Giovanni Testori, Milano, Salone Pier Lombardo, 27 gennaio 1984; 27 ottobre 1994; 19 marzo 2019.
- La locanda di Norma Maccanna di Gaetano Sansone, Milano, Salone Pier Lombardo, 16 marzo 1985.
- L'albergo del libero scambio di Georges Feydeau e Maurice Desvallières, Milano, Salone Pier Lombardo, 20 ottobre 1986.
- Cantico di mezzogiorno di Paul Claudel, Milano, Salone Pier Lombardo, 18 gennaio 1988.
- L'elisir d'amore, musica di Gaetano Donizetti, direttore Giuseppe Patanè, Milano, Teatro alla Scala, 13 aprile 1988.
- Timone d'Atene di William Shakespeare, Milano, Salone Pier Lombardo, 3 novembre 1988.
- Il processo, da Franz Kafka, Milano, Salone Pier Lombardo, 20 gennaio 1989.
- I cavalieri di Re Arthur di Alessandro Fo, Milano, Teatro Franco Parenti, 5 febbraio 1990.
- Pentesilea di Heinrich von Kleist, Milano, Teatro Franco Parenti, 18 ottobre 1990.
- Peter Pan di J. M. Barrie, Milano, Teatro Franco Parenti, 12 gennaio 1991.
- La Maria Brasca di Giovanni Testori, Milano, Teatro Franco Parenti, 26 ottobre 1992.
- L'Adalgisa, da Carlo Emilio Gadda, Milano, Teatro Franco Parenti, 26 novembre 1992.
- Noblesse Oblige di Luigi Santucci, Milano, Teatro Franco Parenti, 22 febbraio 1993.
- La tempesta di Emilio Tadini, Milano, Teatro Franco Parenti, 8 ottobre 1993.
- La vita è un canyon di Augusto Bianchi Rizzi, Milano, Teatro Franco Parenti, 4 febbraio 1994.
- Ondine di Jean Giraudoux, Milano, Villa Reale, 6 luglio 1994.
- La soglia magica di Andrée Ruth Shammah, Spoleto, Festival dei Due Mondi, 7 luglio 1995.
- La vita, il sogno di Franco Loi, Milano, Teatro Franco Parenti, 6 novembre 1995.
- Apologia di Socrate di Platone, Milano, Teatro Franco Parenti, 11 dicembre 1995.
- La cerca del Graal, da Chrétien de Troyes, Milano, Castello Sforzesco (luglio 1996)
- Io, l'erede di Eduardo De Filippo, Milano, Teatro Franco Parenti (ottobre 1996)
- La deposizione di Emilio Tadini, Milano, Teatro Franco Parenti, 7 aprile 1997.
- Re Lear di William Shakespeare, Milano, Teatro Franco Parenti, 10 ottobre 1997.
- L'amante di Harold Pinter, Milano, Teatro Franco Parenti, 2 dicembre 1997.
- Eracle di Euripide, Vicenza, Teatro Olimpico, 4 settembre 1998.
- Dammatrà di Carlo Maria Pensa, Milano, Teatro Franco Parenti, 7 settembre 1998.
- Il barbiere di Siviglia, ovvero La precauzione inutile di Giovanni Paisiello, Milano, Teatro Franco Parenti, 23 ottobre 1998.
- Sior Todero brontolon di Carlo Goldoni, Milano, Teatro Franco Parenti, 4 novembre 1999.
- La Cecchina, ossia La buona figliuola di Carlo Goldoni, musica di Niccolò Piccinni, Milano, Teatro Franco Parenti, 20 e 21 novembre 1999.
- Hotel dei due mondi di Éric-Emmanuel Schmitt, Milano, Teatro Franco Parenti, 24 ottobre 2000.
- Pericolosamente / Amicizia di Eduardo De Filippo, Milano, Teatro Franco Parenti, 23 novembre 2000.
- Cesare e Silla di Indro Montanelli, Milano, Teatro Franco Parenti, 2 ottobre 2001.
- La terza moglie di Mayer di Dacia Maraini, Milano, Teatro Franco Parenti, 6 novembre 2001.
- La locandiera di Carlo Goldoni, Milano, Teatro Franco Parenti, 3 aprile 2002.
- La Bibbia ha (quasi) sempre ragione di Gioele Dix, Milano, Teatro Franco Parenti, 18 novembre 2002.
- Variété. Un viaggio dentro al teatro lungo percorsi nascosti, ricordi e fantasie mai realizzate di Andrée Ruth Shammah e Monica Maimone, Milano, Teatro Franco Parenti, 27 maggio 2004.
- Io, l'erede di Eduardo De Filippo, Milano, Teatro Franco Parenti, 27 settembre 2005.
- Quale droga fa per me di Kai Hensel, Milano, Piccolo Teatro Studio, 4 ottobre 2006.
- Le cose sottili nell’aria di Massimo Sgorbani, Milano, Teatro Franco Parenti, 9 novembre 2006.
- Sto diventando un uomo di Claire Dowie, Milano, Teatro Franco Parenti, 22 novembre 2006.
- La leggenda del Santo Bevitore, da Joseph Roth, Milano, Teatro Franco Parenti, 2 marzo 2007.
- Dove ci porta questo treno blu e veloce di Massimo Sgorbani, Milano, Teatro Franco Parenti, 15 maggio 2007.
- Tutto scorre di Massimo Sgorbani, Milano, Teatro Franco Parenti, 29 maggio 2008.
- La forma dell'incompiuto di Giorgio Albertazzi, Milano, Teatro Franco Parenti, 4 ottobre 2008.
- Al mercato di Andrée Ruth Shammah, Milano, Teatro Franco Parenti, 12 marzo 2009.
- Antonio e Cleopatra alle corse di Roberto Cavosi, Milano, Teatro Franco Parenti, 5 maggio 2009.
- Lulù di Carlo Bertolazzi, Milano, Teatro Franco Parenti, 21 gennaio 2010.
- Una notte in Tunisia di Vitaliano Trevisan, Milano, Teatro Franco Parenti, 22 marzo 2011.
- Esequie solenni di Antonio Tarantino, Milano, Teatro Franco Parenti, 8 marzo 2012.
- L'amore è una cosa meravigliosa di Antonio Tarantino, Milano, Teatro Franco Parenti, 23 ottobre 2012.
- Ondine di Jean Giraudoux, Milano, Teatro Franco Parenti – nuova produzione, 26 giugno 2013.
- Gl'innamorati di Carlo Goldoni, Milano, Teatro Franco Parenti, 26 marzo 2014.
- Le donne che hanno fatto le donne di Magda Poli, Milano, Teatro Franco Parenti, 31 marzo 2014.
- Il lavoro di vivere di Hanoch Levin, Milano, Teatro Franco Parenti, 28 ottobre 2014.
- Il malato immaginario di Molière, Saronno, Teatro Giuditta Pasta, 23 gennaio 2015.
- Una casa di bambola di Henrik Ibsen, Milano, Teatro Franco Parenti, 28 gennaio 2016.
- Stasera si può entrare, fuori di Andrée Ruth Shammah, Milano, Bagni Misteriosi, 23 maggio 2017.
- Memorie di Adriana, da Ricordare e dimenticare, conversazione tra Adriana Asti e René de Ceccatty, Spoleto, Festival dei Due Mondi, 1⁰ luglio 2017.
- Cita a ciegas di Mario Diament, Milano, Teatro Franco Parenti, 6 marzo 2018.
- Coltelli nelle galline di David Harrower, Napoli, Teatro Nuovo, 29 giugno 2019.
- Il delitto di via dell’Orsina di Eugène Labiche, Milano, Teatro Franco Parenti, 9 dicembre 2021.
- La leggenda del Santo Bevitore, da Joseph Roth, Milano, Teatro Franco Parenti – nuova produzione, 25 gennaio 2023.
- La Maria Brasca di Giovanni Testori, Milano, Teatro Franco Parenti – nuova produzione, 14 febbraio 2023.
- Chi come me di Roy Chen, Milano, Teatro Franco Parenti, 5 aprile 2024.
- Lezione d'amore. Sinfonia di un incontro di Andrée Ruth Shammah e Federica Di Rosa, Milano, Teatro Franco Parenti, 23 aprile 2025.

## Radio
- Della bella turbando il riposo di Jean Blondel, Radio 1, 6 ottobre 1982.